# Клейман, Рита Яковлевна
Рита Яковлевна Клейман (урождённая Клейтман; 25 сентября 1947, Кишинёв — 27 ноября 2008, там же) — советский и молдавский литературовед, достоевист, еврейский общественный деятель, доктор филологических наук (2000), профессор.

## Биография
В 1970 году окончила филологический факультет Кишинёвского государственного университета. С 1971 года была научным сотрудником различных подразделений Академии наук Молдавии — Центральной научной библиотеки, Института языка и литературы, Института межэтнических исследований и Института культурного наследия.
Кандидатскую диссертацию «Сквозные мотивы творчества Достоевского в контексте литературных связей» защитила в Институте литературы Академии наук Украинской ССР (Киев, 1983; научный руководитель — академик АН Молдавии К. Ф. Попович), докторскую диссертацию «Художественные константы Достоевского в контексте исторической поэтики» — в Институте русской литературы РАН (Пушкинский Дом, 1999).
На протяжении многих лет заведовала кафедрой русской и мировой литературы Кишинёвского государственного педагогического института имени Иона Крянгэ, затем — отделом иудаики Института межэтнических исследований (впоследствии — Центр этнологии евреев Института культурного наследия) Академии наук Республики Молдова. Являлась главным научным сотрудником.
Клейман занимала должность профессора кафедры русской литературы Молдавского государственного университета и Славянского университета Республики Молдова, а также была председателем Союза еврейских организаций Кишинёва (СЕВРОК).
Основные труды посвящены творчеству Ф. М. Достоевского, междисциплинарным исследованиям на пересечении литературоведения, эстетики, общей методологии гуманитарного познания и культурологии, истории рукописной и печатной книги в Молдавии. Автор монографий «Сквозные мотивы творчества Достоевского в историко-культурной перспективе» (1985), «Достоевский: константы поэтики» (2001), пьесы «Мышкин и Моисей, или Прибытие поезда» (2007). Составитель сборника избранных работ М. О. Гершензона «Очерки прошлого» (Кишинёв, 2003).

## Семья
- Муж — молдавский селекционер и ботаник Эмануил Ихилевич Клейман (1947—2021), автор монографии «Опыт хранения плодов столового арбуза в биологических средах» (1979) и других научных трудов (его брат — российский киновед Наум Ихильевич Клейман).
- Дочь — доктор филологических наук Ирина Эммануиловна Шихова, руководитель Центра этнологии евреев Института культурного наследия АН Молдавии, соавтор (вместе с матерью) книги «Культурное наследие евреев Молдовы» (2010).

## Монографии
- Редкие книги академического собрания Молдавии. Кишинёв: Тимпул, 1981.
- Сквозные мотивы творчества Достоевского в историко-культурной перспективе. Институт языка и литературы Академии наук Молдавской ССР. Кишинёв: Штиинца, 1985. — 201 с.
- Достоевский: константы поэтики. Кишинёв: Институт межэтнических исследований АН Республики Молдова, 2001. — 359 с.
- Творческий метод М. О. Гершензона и теоретико-методологическая мысль в литературоведении XX века. Кишинёв: Институт межэтнических исследований АН Республики Молдова, 2003.
- Мышкин и Моисей, или Прибытие поезда. Трагифарс-фантасмагория в 2-х действиях с прологом и эпилогом по мотивам Достоевского и др. Библиотека альманаха «Достоевский и мировая культура». СПб: Серебряный век, 2007. — 125 с.
- Культурное наследие евреев Молдовы (с Ириной Шиховой). Кишинёв: Elan INC, 2010. — 109 с.